# Lika inför lagen (film, 1931)
Lika inför lagen är en svensk dramafilm från 1931 i regi av Gustaf Bergman. 

## Om filmen
Filmen premiärvisades 5 mars 1931 på biograf China i Stockholm. Den spelades in vid Les Studios Paramount i Joinville utanför Paris av Jacques Montéran. Som förlaga har man Alice Duer Miller roman Manslaughter som utgavs 1921. Romanen filmades första gången 1922 i regi av Cecil B. DeMille, 1930 kom en ljudfilmsversion regisserad av George Abbott. Samtidigt med inspelningen av den svenska versionen 1931 spelades det även in en tysk och fransk version.

## Rollista
- Lillebil Ibsen – Sonja, miljonärsdotter
- Karin Swanström – hennes släkting
- Uno Henning – åklagare
- Ragnar Widestedt – advokat
- Lasse Krantz – miljonärsson
- Signhild Björkman – Sonjas kammarjungfru
- Margita Alfvén – Sonjas rival
- Hilda Fredriksen – överfångvakterska
- Mary Gräber – en fångvaktare
- Gustaf Juter – en bov i keps
- Gustaf Bergman – en man vid rättegången
- Albert Ståhl
- Torben Meyer
- Artur Rolén
- Weyler Hildebrand